# Toccoa Falls
Der Toccoa Falls ist ein Wasserfall auf dem Campus des Toccoa Falls Colleges im US-Bundesstaat Georgia. Er liegt rund vier Kilometer nordwestlich des Stadtzentrums von Toccoa.
Der Toccoa Falls ist mit einer Fallhöhe von 57 Metern (186 Fuß) einer der höchsten Wasserfälle östlich des Mississippi. Damit ist er so hoch wie die Niagarafälle an ihrer höchsten Stelle, den Horseshoe Falls. Der Name stammt vom Begriff tagwahi („Wo die Catawba lebten“ oder auch einfach „schön“) der Cherokee. Der speisende Bach ist der Toccoa Creek.
Am 6. November 1977 kam es nach schweren Regenfällen oberhalb des Toccoa Falls zum Dammbruch des Kelly Barnes Dam, bei dem 39 Menschen starben.